# María (teleregény, 2015)
A María (eredeti cím: Simplemente María) 2015-től 2016-ig vetített mexikói televíziós filmsorozat, amelyet a Televisa készített. A főszerepekben Claudia Álvarez, José Ron,  Ferdinando Valencia, Arleth Terán, Ana Martín és Michelle Ramaglia láthatóak. Műfaját tekintve telenovella és filmdráma-sorozat. Mexikóban 2015. november 9. és 2016. május 1. között a Televisa vetítette, Magyarországon 2016. június 28. és 2016. december 23. között a TV2 sugározta.

## Történet
A telenovella sorozatok hazájában, Mexikóban népszerű Maria című sorozat főhőse egy írástudatlan falusi lány, aki elveszítette édesanyját, ám édesapjával és testvéreivel boldogan éli egyszerű, vidéki életét. Egészen addig, míg egy kártyaparti szerencsétlen következményeként hozzá akarják adni egy férfihoz. Maria irtózik a helyzettől, ezért inkább elszökik otthonából és a fővárosban kezd új életet. Itt találkozik a sorozat másik főhősével Alejandro-val, aki egy dúsgazdag család lázadó sarja. A jóképű férfit azonnal elbűvöli a lány szépsége és udvarolni kezd neki. Maria barátnője azonban másvalakit szemelt ki a lánynak: a történelemtanár Cristóbalt, akinek nyugodt életéből már csak a szerelem hiányzik. Ő tanítja meg írni és olvasni a lányt. Amikor Maria teherbe esik Alejandrótól, élete nem várt fordulatot vesz: a felhőtlen boldogság helyett azzal kell szembesülnie, hogy Alejandro nem fogja őt elvenni feleségül. A lány ekkor dönt: hiába vonzódik gyermeke apjához, inkább egyedül neveli fel a gyermekét. Cristóbal anyja befogadja őt és szakmát tanít neki. Maria életét nem csak a nehéz életkörülmények, de rosszakaró ismerősök is nehezítik.

## Szereplők

### Főszereplők
| Színész              | Szerep                                   | Megjegyzés | Magyar hang        |
| -------------------- | ---------------------------------------- | --- | ------------------ |
| Claudia Álvarez      | María Flores Ríos                        | Juan lánya, Magdalena, Diego és Tomás testvére, Juan Pablo édesanyja, Alejandro volt szerelme, Cristóbal szerelme, Vanessa és Karina ellensége | Németh Borbála     |
| José Ron             | Alejandro Rivapalacio Landa              | Adolfo és Georgina fia, Vanessa testvére, Marco legjobb barátja, María és Karina volt szerelme, Diana ex vőlegénye, Juan Pablo édesapja        | Takátsy Péter      |
| Ferdinando Valencia  | Cristóbal Cervantes Núñez                | Felicitas fia, Nayeli és Gustavo testvére, María szerelme                                                                                      | Vári Attila        |
| Arleth Terán         | Vanessa Rivapalacio Landa                | Adolfo és Georgina lánya, Alejandro testvére, Marco felesége, Lucía édesanyja, María és Karina ellensége                                       | Kiss Anikó         |
| Ana Martín           | Felícitas Núñez de Cervantes "Doña Feli" | Panzió tulajdonos, Cristóbal, Nayeli és Gustavo édesanyja                                                                                      | Kocsis Judit       |
| Michelle Ramaglia    | Crispina Jaramillo "Cris"                | Zenaida lánya, María legjobb barátnője, Laureano szerelme                                                                                      | Bogdányi Titanilla |
| Carmen Becerra       | Karina Pineda †                          | Estela barátnője, Alejandro volt barátnője, María és Vanessa ellensége                                                                         | Molnár Ilona       |
| Francisco Rubio      | Marco Arenti                             | Alejandro legjobb barátja, Vanessa férje, Lucía édesapja, Estela volt barátja                                                                  | Pálmai Szabolcs    |
| Claudia Troyo        | Estela Lozano                            | Karina és Vanessa barátnője, Marco volt barátnője                                                                                              | Berkes Boglárka    |
| Humberto Elizondo    | Adolfo Rivapalacio                       | Georgina férje, Alejandro és Vanessa édesapja, Juan Pablo és Lucía nagyapja, a Rilanda kórház igazgatója                                       | Faragó András      |
| Eleazar Gómez        | Juan Pablo Flores Ríos                   | María és Alejandro fia, Crispina és Cristóbal keresztfia, Lucía szerelme                                                                       | Nagy Dániel Viktor |
| Alejandra Robles Gil | Lucía Arenti Rivapalacio †               | Vanessa és Marco lánya, Juan Pablo szerelme | Tamási Nikolett    |
| Ricardo Franco       | Laureano Calleja                         | Zenaida keresztfia, Crispina szerelme | Dózsa Zoltán       |
| Beatriz Moreno       | Hortensia Miranda                        | Cseléd a Rivapalacio házban | Zsurzs Kati        |
| Carlos Bonavides     | Inocencio Buenrostro                     | Csodaszer árus, Fausto főnöke | Háda János         |
| Héctor Sáez          | Zacarías Sánchez                         | Coral nagyapja, Fabián főnöke | Németh Gábor       |
| Norma Herrera        | Doña Carmina                             | Jósnő | Kocsis Mariann     |
| Daniela Basso        | Yolanda Bustos                           | Aerobic oktató, szerelmes Cristóbalba | Gáspár Kata        |
| Miguel Martínez      | Fabián Garza Treviño                     | Zenész, Fausto testvére, szerelmes Yolandába                                                                                                   | Czető Roland       |
| Erik Díaz            | Fausto Garza Treviño                     | Zenész, Fabián testvére, szerelmes Yolandába                                                                                                   | Harcsik Róbert     |
| Norma Lazareno       | Olivia Aparicio                          | Georgina barátnője, Diana édesanyja |                    |
| Marcelo Córdoba      | Rodrigo Aranda                           | María orvosa | Czvetkó Sándor     |
| Tania Lizardo        | Magdalena Flores Ríos                    | Juan lánya, María Diego és Tomás testvére | Hermann Lilla      |
| Silvia Manríquez     | Marcela Arriaga                          | María első munkaadója | Szórádi Erika      |
| Jessica Dich         | Nayeli Cervantes Núñez                   | Felicitas lánya, Cristóbal és Gustavo testvére                                                                                                 | Pekár Adrienn      |
| Cinthia Aparicio     | Coral Moreno                             | Zacarias unokája, Gustavo szerelme | Csuha Bori         |
| Roberto Romano       | Gustavo "Tavo" Cervantes Núñez           | Felicitas fia, Cristóbal és Nayeli testvére, Coral szerelme                                                                                    | Czető Ádám         |

### Vendég- és mellékszereplők
| Színész                | Szerep                                   | Megjegyzés                                                                     | Magyar hang      |
| ---------------------- | ---------------------------------------- | ------------------------------------------------------------------------------ | ---------------- |
| Mónica Sánchez-Navarro | Georgina Landa Mendizábal de Rivapalacio | Adolfo felesége, Vanessa és Alejandro édesanyja, Juan Pablo és Lucía nagyanyja | Kovács Nóra      |
| Claudia Ortega         | Belén Sánchez                            | ' Coral édesanyja, Don Zacarias lánya                                          | Makay Andrea     |
| Mariluz Bermúdez       | Diana Bazaine Aparicio                   | Alejandro exfelesége, Karina bosszút áll rajta Alejandro miatt                 | Bálizs Anett     |
| Carlos Athié           | Ulises Mérida                            | ' Nayeli főnöke, később szeretője                                              | Juhász Zoltán    |
| Eduardo Shacklett      | Eugenio Galindo                          | '                                                                              |                  |
| Estefanía Romero       | Dolores Serna                            | Alkalmazott Maria cégénél, szerelmes Cristóbalba                               |                  |
| Hugo Aceves            | Tomás Flores Ríos                        | Juan fia, María, Magdalena és Diego testvére                                   | Baráth István    |
| Lore Graniewicz        | Claudia Lascuráin                        | Lucia volt barátnője, szerelmes Juan Pabloba, Paloma ellensége                 | Szabó Luca       |
| Sahit Sosa             | Diego Flores Ríos                        | Juan fia, María, Magdalena és Tomás testvére                                   | Gacsal Ádám      |
| Juan Pablo Rocha       | Raúl                                     | '                                                                              | Nikas Dániel     |
| Roberto Blandón        | Enrique Montesinos                       | Paloma édesapja, szerelmes Maria-ba                                            | Rosta Sándor     |
| Vanessa Terkes         | Sonia Aspíllaga                          | ' Cristobal felesége, kollégája                                                | Sallai Nóra      |
| Rebeca Gucón           | Paloma Montesinos                        | Enrique lánya, Juan Pablo szerelme                                             | Solecki Janka    |
| Fernando Robles        | Don Juan Flores                          | María, Magdalena, Diego és Tomás édesapja                                      | Cs. Németh Lajos |
| Pietro Vannucci        | Dr. Horacio De La Fuente                 | ' Alejandro tanára, Diana orvosa, szívspecialista                              |                  |
| Jonathan Kuri          | Conrado Ricalde                          | '                                                                              |                  |
| Marychuy Aramburo      | Zoé Garza Bustos                         | Fabián és Yolanda lánya                                                        | Győrfi Laura     |
| Julio Vallado          | Iván Sarabia                             | Juan Pablo ellensége, szerelmes Luciába, Claudia cinkosa                       | Joó Gábor        |
| Javier Ruán            | Heriberto Rojas                          | '                                                                              |                  |
| Zaide Silvia Gutiérrez | Zenaida Jaramillo                        | Crispina édesanyja                                                             | Farkas Zita      |
| Arsenio Campos         | Eugenio Ceniceros                        | Magdalena férje                                                                |                  |
| Lilia Aragón           | Constanza Villarnau de Montesinos        | Enrique édesanyja, Paloma nagymamája                                           | Tóth Judit       |
| Ricardo Barona         | Luis                                     | ' Marcela férje, erőszakoskodott Maria-val                                     | Jakab Csaba      |
| Eva Cedeño             | Bertha de Mérida                         | '                                                                              |                  |
| Óscar Ferreti          | Jiménez professzor                       | Cristóbal munkatársa                                                           |                  |
| Elena Carrasco         | Piedad                                   | Varróbolt tulajdonos                                                           |                  |
| Josué Arévalo          | Isauro Correa                            | '                                                                              |                  |
| Rebeca Mankita         | Úrsula Lobato                            | María munkaadója, Thelma testvére                                              | Kiss Erika       |
| Diana Golden           | Thelma Lobato                            | María munkaadója, Úrsula testvére                                              | Náray Erika      |
| Maricruz Nájera        | Conchita                                 | María egykori szomszédja                                                       |                  |
| Óscar Bonfiglio        | Castillo                                 | '                                                                              |                  |
| Ewout Rischen          | Didier                                   | Vanessa ál-barátja                                                             |                  |
| Virginia Marín         | Enriqueta                                | '                                                                              |                  |
| Rocío Lázaro           | Norma                                    | Maria asszisztense                                                             | Laudon Andrea    |
| Sergio Acosta          | El Zopilote                              | '                                                                              |                  |
| Amparo Garrido         | Benigna nővér                            | '                                                                              |                  |
| Miranda Kay            | Nayeli Cervantes Núñez (gyerek / fiatal) | Felicitas lánya, Cristóbal és Gustavo testvére                                 | Pekár Adrienn    |
| Carlos Meza            | Gustavo "Tavo" Cervantes Núñez (gyerek)  | Felicitas fia, Cristóbal és Nayeli testvére                                    |                  |
| Shaula Satinka         | Coral Moreno (gyerek)                    | Zacarias unokája                                                               |                  |
| Omar Yubelli           | Gustavo "Tavo" Cervantes Núñez (fiatal)  | Felicitas fia, Cristóbal és Nayeli testvére                                    |                  |
| Salma Ponce de León    | Coral Moreno (fiatal)                    | Zacarias unokája                                                               |                  |
| Patricio de la Garza   | Martín                                   | Egy gyermek az árvaházból                                                      |                  |
| Fede Porras            | Juan Pablo Flores Ríos (gyerek)          | María és Alejandro fia, Crispina és Cristóbal keresztfia                       |                  |
| Ana Paula Martínez     | Lucía Arenti Rivapalacio (gyerek)        | Vanessa és Marco lánya                                                         |                  |

## Nemzetközi bemutató
| Ország       | Csatorna               | Első rész         | Utolsó rész        |
| ------------ | ---------------------- | ----------------- | ------------------ |
| Mexikó       | Canal de las Estrellas | 2015. november 9. | 2016. május 1.     |
| Magyarország | TV2                    | 2016. június 28.  | 2016. december 23. |